# Кітнувко
Кітнувко (пол. Kitnówko, нім. Kittnowko) — село в Польщі, у гміні Свеці-над-Осою Ґрудзьондзького повіту Куявсько-Поморського воєводства.
Населення — 189 осіб (2011).
У 1975-1998 роках село належало до Торунського воєводства.

## Демографія
Демографічна структура станом на 31 березня 2011 року:
|          | Загалом | Допрацездатний вік | Працездатний вік | Постпрацездатний вік |
| -------- | ------- | ------------------ | ---------------- | -------------------- |
| Чоловіки | 102     | 29                 | 62               | 11                   |
| Жінки    | 87      | 22                 | 43               | 22                   |
| Разом    | 189     | 51                 | 105              | 33                   |